# عبد القاسم صلاد حسن
عبد القاسم صلاد حسن رئيس الصومال ما بين عام 2000-2004 اختير كرئيس انتقالي للصومال في مؤتمر عرته - جيبوتي .